# Jonathan Holmes
Jonathan Alexander Holmes (ur. 9 grudnia 1992 w San Antonio) – amerykański koszykarz, występujący na pozycji skrzydłowego.
13 sierpnia 2015 podpisał umowę z Los Angeles Lakers.
6 sierpnia 2018 został zawodnikiem Hapoelu Tel Awiw.

## Osiągnięcia
Stan na 29 października 2019, na podstawie, o ile nie zaznaczono inaczej.
NCAA
- Uczestnik rozgrywek:
  - II rundy turnieju NCAA (2014)
  - turnieju NCAA (2012, 2014, 2015)
- MVP turnieju 2K Sports Classic (2015)
- Zaliczony do:
  - I składu turnieju 2K Sports Classic (2015)
  - II składu Big 12 (2014)
  - składu All-Big 12 Honorable Mention (2015)

Reprezentacja
- Mistrz Ameryki (2017)